# 河野聡
河野 聡（こうの さとし、1968年〈昭和43年〉10月15日 - ）は、日本の映画プロデューサー、アニメプロデューサー、実業家。株式会社バンダイナムコフィルムワークス取締役副社長、日本映像ソフト協会理事、studioMOTHER株式会社非常勤取締役。東京都出身。学位は経済学士（流通経済大学・1991年）。

## 経歴
流通経済大学経済学部を卒業後、1991年に東京テアトルに入社。1992年にバンダイに入社を経て、1994年にバンダイビジュアル（現・バンダイナムコミュージックライブ）に移籍。宣伝担当を経て、プロデューサーとして映画やアニメに携わる。
2021年にバンダイナムコアーツ代表取締役社長に就任。2022年4月1日、サンライズ、バンダイナムコアーツの映像部門、バンダイナムコライツマーケティングの合併により発足するバンダイナムコフィルムワークスの取締役副社長に就任。

## 履歴

### 学歴・職歴
- 1991年（平成3年）3月 - 流通経済大学経済学部卒業[1]。
- 1991年（平成3年）4月 - 東京テアトル株式会社入社[3]。
- 1992年（平成4年）7月 - 株式会社バンダイ入社[3]。
- 1994年（平成6年） - バンダイビジュアル株式会社（現・株式会社バンダイナムコミュージックライブ）移籍。
- 2004年（平成16年）3月 - バンダイビジュアル株式会社（現・株式会社バンダイナムコミュージックライブ）制作セクション 第2制作グループ ゼネラルマネージャー[4]。
- 2005年（平成17年）3月 - バンダイビジュアル株式会社（現・株式会社バンダイナムコミュージックライブ）プロデュースセクション 第2プロデュースグループ ゼネラルマネージャー[5]。
- 2008年（平成20年）3月 - バンダイビジュアル株式会社（現・株式会社バンダイナムコミュージックライブ）コンテンツ本部プロデュース2部部長[6]。
- 2009年（平成21年）4月 - バンダイビジュアル株式会社（現・株式会社バンダイナムコミュージックライブ）執行役員 コンテンツ本部本部長[7]。
- 2010年（平成22年）4月 - バンダイビジュアル株式会社（現・株式会社バンダイナムコミュージックライブ）執行役員 事業統括部長[8]。
- 2010年（平成22年）4月 - 株式会社サンライズ非常勤取締役[3]。
- 2012年（平成24年）4月 - バンダイビジュアル株式会社（現・株式会社バンダイナムコミュージックライブ）取締役 事業本部副本部長[3]。
- 2012年（平成24年）6月 - 一般社団法人日本動画協会監事[9]。
- 2016年（平成28年）4月 - バンダイビジュアル株式会社（現・株式会社バンダイナムコミュージックライブ）常務取締役 事業本部本部長[10]。
- 2018年（平成30年）4月 - 株式会社バンダイナムコアーツ（現・株式会社バンダイナムコミュージックライブ）常務取締役 IPプロデュース本部、IPマネジメント本部担当[11]。
- 2019年（平成31年）4月 - 株式会社バンダイナムコアーツ（現・株式会社バンダイナムコミュージックライブ）常務取締役 映像事業担当[12]。
- 2020年（令和2年）4月 - 株式会社バンダイナムコアーツ（現・株式会社バンダイナムコミュージックライブ）専務取締役 映像事業担当[13]。
- 2021年（令和3年）4月 - 株式会社バンダイナムコホールディングス執行役員 IPプロデュースユニット 映像音楽事業担当[14]。
- 2021年（令和3年）4月 - 株式会社バンダイナムコアーツ（現・株式会社バンダイナムコミュージックライブ）代表取締役社長[14]。
- 2021年（令和3年）4月 - 一般社団法人日本レコード協会理事[15]。
- 2021年（令和3年）6月 - 一般社団法人日本映像ソフト協会理事（現任）[16]。
- 2021年（令和3年）6月 - 株式会社バンダイナムコホールディングス取締役 IPプロデュースユニット 映像音楽事業担当[14]。
- 2022年（令和4年）4月 - 株式会社バンダイナムコフィルムワークス取締役副社長 IP事業本部管掌[17]。
- 2022年（令和4年）8月 - 株式会社バンダイナムコフィルムワークス取締役副社長 IP事業本部、マネジメント事業本部管掌（現任）[18]。

## 現職
- 株式会社バンダイナムコフィルムワークス取締役副社長[19]
- 一般社団法人日本映像ソフト協会理事[20]
- studioMOTHER株式会社非常勤取締役[21]

## 作品一覧

### 実写映画
1998年
- ウルトラマンティガ&ウルトラマンダイナ 光の星の戦士たち - 企画協力

1999年
- ウルトラマンティガ・ウルトラマンダイナ&ウルトラマンガイア 超時空の大決戦 - 企画協力

2000年
- ウルトラマンティガ THE FINAL ODYSSEY - プロデューサー
- はつ恋 - アソシエイト・プロデューサー

2002年
- 玩具修理者 - 製作
- 無問題2 - プロデューサー
- ココニイルコト - アソシエイト・プロデューサー
- ウルトラマンコスモス THE FIRST CONTACT - プロデューサー
- ウルトラマンコスモス2 THE BLUE PLANET - プロデューサー
- 新世紀ウルトラマン伝説 - プロデューサー
- ウルトラマンコスモス2 THE BLUE PLANET ムサシ（13才）少年編 - プロデューサー
- Quartet カルテット - アソシエイト・プロデューサー
- ごめん - プロデューサー

2003年
- 卒業 - プロデューサー
- ホテル・ハイビスカス - 共同プロデューサー

2004年
- ガキンチョ★ROCK - プロデューサー
- ジャンプ - 企画
- 深呼吸の必要 - アソシエイト・プロデューサー
- 父と暮せば - プロデューサー
- 誰も知らない - アソシエイトプロデューサー
- 大阪プロレス飯店 - プロデューサー

2005年
- 雨よりせつなく - 企画
- 亡国のイージス - プロデューサー
- スクラップ・ヘブン - プロデューサー
- 誰がために - プロデューサー
- グロヅカ - エグゼクティブプロデューサー

2006年
- ナイチンゲーロ - エグゼクティブプロデューサー
- 闇打つ心臓　Heart, beating in the dark - プロデューサー
- 花よりもなほ - アソシエイト・プロデューサー
- 紙屋悦子の青春 - プロデューサー

2007年
- やじきた道中 てれすこ - アソシエイト・プロデューサー

2008年
- 山桜 - 企画
- 歩いても 歩いても - 製作委員会
- 火垂るの墓 - プロデューサー
- 青い鳥 - 企画

2009年
- パラレル 愛はすべてを乗り越える―。 - エグゼクティブプロデューサー
- 真夏の夜の夢 さんかく山のマジルー - アソシエイト・プロデューサー
- 南極料理人 - アソシエイト・プロデューサー
- 空気人形 - 製作委員会

2010年
- 花のあと - エグゼクティブプロデューサー
- おにいちゃんのハナビ - アソシエイトプロデューサー

2014年
- 柘榴坂の仇討 - 企画

2017年
- 二度めの夏、二度と会えない君 - 企画

2019年
- 空母いぶき - 製作

2021年
- Arc アーク - 製作

2022年
- マイスモールランド - 製作

### テレビアニメ
2001年
- 逮捕しちゃうぞ SECOND SEASON - プロデューサー

2002年
- YOU'RE UNDER ARREST 〜逮捕しちゃうぞ〜 - プロデューサー
- GetBackers-奪還屋- - プロデューサー

2003年
- ぽぽたん - プロデューサー

2004年
- 美鳥の日々 - プロデューサー

2005年
- ああっ女神さまっ - 企画

2006年
- ああっ女神さまっ それぞれの翼 - エグゼクティブプロデューサー
- あさっての方向。 - 企画
- 夜明け前より瑠璃色な - 企画

2013年
- 八犬伝—東方八犬異聞— - 企画
- 宇宙戦艦ヤマト2199 - 企画

2014年
- GANGSTA. - 企画

2015年
- 攻殻機動隊ARISE ALTERNATIVE ARCHITECTURE - 製作

2016年
- TRICKSTER -江戸川乱歩「少年探偵団」より- - 企画

2017年
- THE REFLECTION - 企画

2018年
- メガロボクス - 企画
- 宇宙戦艦ヤマト2202 愛の戦士たち - 企画

### 劇場アニメ
2000年
- 劇場版 六門天外モンコレナイト〜伝説のファイアドラゴン〜 - プロデューサー

2010年
- ルー=ガルー - 製作委員会

2012年
- ドットハック セカイの向こうに - 企画
- ももへの手紙 - 製作委員会

2013年
- 攻殻機動隊 ARISE border:1 Ghost Pain - 製作
- 攻殻機動隊 ARISE border:2 Ghost Whispers - 製作

2014年
- 劇場版 TIGER & BUNNY -The Rising- - 製作委員会
- 攻殻機動隊 ARISE border:3 Ghost Tears - 製作
- 攻殻機動隊 ARISE border:4 Ghost Stands Alone - 製作
- 宇宙戦艦ヤマト2199 追憶の航海 - 企画
- 宇宙戦艦ヤマト2199 星巡る方舟 - 企画

2015年
- 百日紅 〜Miss HOKUSAI〜 - 製作委員会
- 攻殻機動隊 新劇場版 - 製作

2016年
- この世界の片隅に - 製作代表

2017年
- コードギアス 反逆のルルーシュ I 興道 - 企画

2018年
- コードギアス 反逆のルルーシュ II 叛道 - 企画
- コードギアス 反逆のルルーシュ III 皇道 - 企画

2019年
- コードギアス 復活のルルーシュ - 企画
- この世界の（さらにいくつもの）片隅に - 製作代表

### OVA
1993年
- 特捜戦車隊ドミニオン - 宣伝（第4話 - 第6話）

1994年
- ジャイアントロボ THE ANIMATION -地球が静止する日 - 宣伝担当（第5話）

1995年
- ジャイアントロボ THE ANIMATION 外伝 - アシスタントプロデューサー（第2話）

2011年
- こどものじかん 〜こどものなつじかん〜 - 企画

2013年
- コードギアス 亡国のアキト - 製作委員会（第1話・第2話）→企画（第3話 - 第5話）

### Webアニメ
2020年
- 攻殻機動隊 SAC_2045 - 製作

### オリジナルビデオ
2001年
- ウルトラマンティガ外伝 古代に蘇る巨人 - プロデューサー

2008年
- ウルトラマンメビウス外伝 アーマードダークネス - プロデューサー

### テレビドラマ
2007年
- ウルトラギャラクシー大怪獣バトル - プロデューサー

2008年
- ウルトラギャラクシー大怪獣バトル NEVER ENDING ODYSSEY - プロデューサー